# Treinadores do Sport Club do Recife
Este artigo contém uma lista em ordem cronológica, provavelmente incompleta, de treinadores do Sport Club do Recife.

## Período de atuação desconhecido
| Treinador      | Período        | Principais feitos |
| -------------- | -------------- | ----------------- |
| Daltro Menezes |                |                   |
| Marão          | Década de 1970 |                   |

## Ordem cronológica
Legenda:
     Treinador efetivo
     Treinador interino
 Ascensão
 Rebaixamento
| Treinador                                      | Período     | Principais feitos |
| ---------------------------------------------- | ----------- | --- |
| 1905 – 1918: Dados indisponíveis               |             | |
| Pedro Mazullo                                  | 1919        | |
| 1920 – 1927: Dados indisponíveis               |             | |
| Carlos Viola                                   | 1928        | Campeão do Campeonato Pernambucano de 1928 |
| 1929 – 1934: Dados indisponíveis               |             | |
| Ambrósio Alfredo Gama                          | 1935        | |
| José Hummel Guimarães                          | 1936        | |
| 1937: Dados indisponíveis                      |             | |
| Victor Mattos                                  | 1938        | |
| Valentín Navamuel                              | 1938        | Campeão do Campeonato Pernambucano de 1938 |
| 1939: Dados indisponíveis                      |             | |
| Eugênio Vanni                                  | 1940        | |
| Ricardo Díez                                   | 1941        | Campeão do Campeonato Pernambucano de 1941 |
| Valentín Navamuel                              | 1942 – 1943 | 1942: Campeão do Campeonato Pernambucano de 1942 1943: Campeão do Campeonato Pernambucano de 1943                                                                                    |
| 1944 – 1947: Dados indisponíveis               |             | |
| Ricardo Díez                                   | 1947        | |
| Danzi, Lages & Vavá                            | 1948        | Campeão do Campeonato Pernambucano de 1948 |
| Salvador Perine                                | 1949        | Campeão do Campeonato Pernambucano de 1949 |
| 1950 – 1952: Dados indisponíveis               |             | |
| Salvador Perine                                | 1953        | |
| José Fiorotti                                  | 1953        | Campeão do Campeonato Pernambucano de 1953 |
| Nilton Alheiros                                | 1954        | |
| Gentil Cardoso                                 | 1955        | Campeão do Campeonato Pernambucano de 1955 |
| Dante Bianchi                                  | 1956 – 1959 | 1956: Campeão do Campeonato Pernambucano de 1956 1958: Campeão do Campeonato Pernambucano de 1958                                                                                    |
| Capuano                                        | 1959        | |
| 1960: Dados indisponíveis                      |             | |
| Palmeira                                       | 1961 – 1962 | 1961: Campeão do Campeonato Pernambucano de 1961 1962: Campeão do Campeonato Pernambucano de 1962                                                                                    |
| Raúl Bentancor                                 | 1963        | |
| Luiz Gonzaga Guedes Alcoforado - 1966 até 1968 |             | |
| Ely do Amparo                                  | 1969        | |
| Luiz Gonzaga Guedes Alcoforado 1970            |             | |
| Cilinho                                        | 1973 – 1974 | |
| Duque                                          | 1975        | Campeão do Campeonato Pernambucano de 1975 |
| 1976: Dados indisponíveis                      |             | |
| Cilinho                                        | 1977        | |
| Ênio Andrade                                   | 1977        | Campeão do Campeonato Pernambucano de 1977 |
| Adélson Vanderlei                              | 1977        | |
| Hilton Chaves                                  | 1978        | |
| 1979: Dados indisponíveis                      |             | |
| Urubatão Calvo Nunes                           | 1980        | 22° colocado no Taça de Prata (atual Série B) de 1980 e promovido a Taça de Ouro (atual Série A) de 1981                                                                             |
| Mário Juliato                                  | 1980        | Campeão do Campeonato Pernambucano de 1980 |
| Barbatana                                      | 1981        | |
| Orlando Fantoni                                | 1981        | Campeão do Campeonato Pernambucano de 1981 |
| Roberto Brida                                  | 1982        | Campeão do Campeonato Pernambucano de 1982 |
| Ernesto Guedes                                 | 1982        | |
| Filpo Núñez                                    | 1983        | |
| Adélson Vanderlei                              | 1983        | |
| Givanildo Oliveira                             | 1983 – 1984 | |
| Mário Juliato                                  | 1984        | |
| Ênio Andrade                                   | 1985        | |
| Carlos Alberto Silva                           | 1985 – 1986 | |
| Emerson Leão                                   | 1987        | Campeão do Troféu Roberto Gomes Pedrosa |
| Jair Picerni                                   | 1988        | Campeão do Campeonato Brasileiro de 1987 e classificado à Copa Libertadores da América de 1988                                                                                       |
| Antônio Lopes                                  | 1988        | |
| José Carlos Amaral                             | 1988        | Campeão do Campeonato Pernambucano de 1988 |
| Carlos Gainete                                 | 1989        | |
| Pedro Rocha                                    | 1989        | |
| Nereu Pinheiro                                 | 1989        | |
| Roberto Brida                                  | 1990        | Campeão do Campeonato Brasileiro de 1990 - Série B e promovido à Série A de 1991 |
| Givanildo Oliveira                             | 1991 – 1992 | 1991: Campeão do Campeonato Pernambucano de 1991 1992: Campeão do Campeonato Pernambucano de 1992                                                                                    |
| Gílson Nunes                                   | 1993        | |
| Givanildo Oliveira                             | 1994 – 1995 | 1994: Campeão do Campeonato Pernambucano de 1994Campeão da copa do nordeste 1994 |
| Lori Sandri                                    | 1995        | |
| Hélio dos Anjos                                | 1996 – 1997 | 1996: Campeão do Campeonato Pernambucano de 1996 1997: Campeão do Campeonato Pernambucano de 1997                                                                                    |
| Eduardo Amorim                                 | 1997        | |
| Mauro Fernandes                                | 1998        | Campeão do Campeonato Pernambucano de 1998 |
| Júlio César Leal                               | 1999        | |
| Fito Neves                                     | 1999        | Campeão do Campeonato Pernambucano de 1999 |
| Ricardo Gomes                                  | 1999        | |
| Givanildo Oliveira                             | 1999        | |
| Emerson Leão                                   | 2000        | Campeão do Campeonato Pernambucano de 2000 |
| Celso Roth                                     | 2000        | Campeão da Copa do Nordeste de 2000 |
| José Carlos Amaral                             | 2000        | |
| Jair Pereira                                   | 2001        | |
| Levir Culpi                                    | 2001        | |
| Hugo Benjamim                                  | 2001        | |
| Nereu Pinheiro                                 | 2001        | |
| Júlio Espinosa                                 | 2001        | |
| Mauro Fernandes                                | 2001 – 2002 | |
| Heriberto da Cunha                             | 2002        | |
| Hélio dos Anjos                                | 2003 – 2004 | 2003: Campeão do Campeonato Pernambucano de 2003 |
| Nereu Pinheiro                                 | 2004        | |
| Luiz Carlos Ferreira                           | 2004        | |
| Heriberto da Cunha                             | 2004 – 2005 | |
| Adilson Batista                                | 2005        | |
| Zé Teodoro                                     | 2005        | |
| Edinho                                         | 2005        | |
| Neco                                           | 2005        | |
| Dorival Júnior                                 | 2005 – 2006 | Campeão do Campeonato Pernambucano de 2006 |
| Givanildo Oliveira                             | 2006        | 2006: Acesso à Série A de 2007 |
| Alexandre Gallo                                | 2007        | Campeão do Campeonato Pernambucano de 2007 |
| Giba                                           | 2007        | |
| Geninho                                        | 2007        | |
| Nelsinho Baptista                              | 2008 – 2009 | 2008: Campeão do Campeonato Pernambucano de 2008 e da Copa do Brasil de 2008, e classificado à Copa Libertadores da América de 2009 2009: Campeão do Campeonato Pernambucano de 2009 |
| Levi Gomes                                     | 2009        | |
| Emerson Leão                                   | 2009        | |
| Péricles Chamusca                              | 2009        | |
| Levi Gomes                                     | 2009        | |
| Givanildo Oliveira                             | 2010        | Campeão do Campeonato Pernambucano de 2010 |
| Levi Gomes                                     | 2010        | |
| Toninho Cerezo                                 | 2010        | |
| Geninho                                        | 2010 – 2011 | |
| Hélio dos Anjos                                | 2011        | |
| Mazola Júnior                                  | 2011        | |
| Mazola Júnior                                  | 2011        | |
| Mazola Júnior                                  | 2011        | |
| Paulo César Gusmão                             | 2011        | |
| Mazola Júnior                                  | 2011 – 2012 | 2011: Acesso à Série A de 2012 |
| Gustavo Bueno                                  | 2012        | |
| Vágner Mancini                                 | 2012        | |
| Gustavo Bueno                                  | 2012        | |
| Waldemar Lemos                                 | 2012        | |
| Gustavo Bueno                                  | 2012        | |
| Sérgio Guedes                                  | 2012        | |
| Gustavo Bueno                                  | 2012        | |
| Vadão                                          | 2013        | |
| Gustavo Bueno                                  | 2013        | |
| Sérgio Guedes                                  | 2013        | |
| Marcelo Martelotte                             | 2013        | |
| Neco                                           | 2013        | |
| Geninho                                        | 2013 – 2014 | 2013: Acesso à Série A de 2014 |
| Eduardo Baptista                               | 2014        | |
| Eduardo Baptista                               | 2014 – 2015 | 2014: Campeão do Campeonato Pernambucano de 2014 e da Copa do Nordeste de 2014 |
| Daniel Paulista                                | 2015        | |
| Paulo Roberto Falcão                           | 2015 – 2016 | |
| Thiago Gomes                                   | 2016        | |
| Oswaldo de Oliveira                            | 2016        | |
| Daniel Paulista                                | 2016 – 2017 | |
| Ney Franco                                     | 2017        | |
| Daniel Paulista                                | 2017        | |
| Vanderlei Luxemburgo                           | 2017        | 2017: Campeão do Campeonato Pernambucano de 2017 |
| Daniel Paulista                                | 2017        | |
| Nelsinho Baptista                              | 2018        | |
| Claudinei Oliveira                             | 2018        | |
| Eduardo Baptista                               | 2018        | |
| Milton Mendes                                  | 2018        | |
| Milton Cruz                                    | 2019        | |
| Guto Ferreira                                  | 2019 – 2020 | 2019: Campeão do Campeonato Pernambucano de 2019 e Acesso à Série A de 2020 |
| Daniel Paulista                                | 2020        | |
| Jair Ventura                                   | 2020 – 2021 | |
| Umberto Louzer                                 | 2021        | |
| Ricardo Severo                                 | 2021        | |
| Gustavo Florentín                              | 2021        | |
| Gilmar Dal Pozzo                               | 2022        | |
| César Lucena                                   | 2022        | |
| Lisca                                          | 2022        | |
| César Lucena                                   | 2022        | |
| Claudinei Oliveira                             | 2022        | |
| Enderson Moreira                               | 2023        | 2023: Campeão do Campeonato Pernambucano de 2023 |
| Mariano Soso                                   | 2023 – 2024 | 2024: Campeão do Campeonato Pernambucano de 2024 |
| Pepa                                           | 2024 – 2025 | 2025: Campeão do Campeonato Pernambucano de 2025 |
| António Oliveira                               | 2025        | |
| Daniel Paulista                                | 2025–       | |